# Acrotona fontinalis
Acrotona fontinalis är en skalbaggsart som först beskrevs av Thomas Casey 1910.  Acrotona fontinalis ingår i släktet Acrotona och familjen kortvingar. Inga underarter finns listade i Catalogue of Life.